# SMS Kaiser Karl VI.
Az SMS Kaiser Karl VI. az Osztrák–Magyar Monarchia haditengerészetének VI. Károly-osztályú páncélos cirkálója (Panzerkreuzer) volt az első világháború végéig. Nevét III. Károly magyar királyról kapta, aki VI. Károly néven volt német-római császár (németül Kaiser Karl VI.).

## Építése
Csak öt évvel az első elkészült típushajó után kezdődtek meg építési munkái a trieszti Bauwerft STT (Stabilimento Tecnico Triestino)-nál. Ez volt az első háromkéményes k.u.k. hajó, és az utolsó amelyet ezen gyár gyártott le a cs. és kir. haditengerészetnek. A terveket J. Kellener hajóépítő mérnök készítette a „Rammkreuzer D” minta alapján, aki egy 6000 t vízkiszorítású, modern, erős övpáncélzattal felszerelt hajót képzelt el. A további újonnan épített k.u.k hajóknak a tervezője már a prágai Siegfried Popper volt, aki markánsan rányomta a bélyegét a későbbi egységekre. Az építés ára 11 millió koronába került, amely összeg tartalmazta az SMS Kaiser Franz Joseph I. és SMS Kaiserin Elisabeth hajók lövegeinek árát is. A nehézlövegeket a Krupp-Művek szállította, ahogy az elektromos- és tűzvezető rendszereket is. A közepes tüzérséget a Škoda gyártotta. Mint az osztály névadó tagjának, 1896. június 1-jén történt meg a gerincfektetése, majd 1898. október 4-én a vízre bocsátás. Szolgálatba 1900. május 23-án állt. A hajó és annak testvérhajója válasz volt az olasz Vettor Pisani-osztályra.

## Bevetések

### Békében
- 1901-ben kiképző utakon tartózkodott az Égei-tengeren
- 1902-1903 között Kelet-Ázsiában állomásozott, világkörüli utat tett
- 1906-ban a Nyári- és a Tartalék Hajórajba osztották, részt vett a lissa-i parádén és modernizálták fegyverzetét
- 1909-ben a levantei vizeken vett részt a keresztények lemészárlása miatt rendezett flottatüntetésen
- 1910-ben a 100 éves Argentína megünneplésére érkezett Buenos Airesbe
- 1913-ban a Balkán-háborúk alkalmából részt vett a montenegrói partok előtt rendezett flottafelvonuláson. Biztosította Szkutari török evakuálását.
- 1914 júliusában az utolsó békebeli kiképzőút. Meglátogat több spanyol kikötőt, tisztelgő látogatások a Földközi-tenger nyugati medencéjében.

### Háborúban
- 1914. szeptember 9-én kötelékben a SMS Kaiser Franz Joseph I.-el a Lovcsen hegyen lévő montenegrói állásokat lőtte a Cattarói-öbölből
- 1915. május 18-án szárazföldi ütegek tüzébe került, 3 ember megsérült.
- 1915. december 30-án kifutott a Cattarói-öbölből a Helgoland-csoport felmentésére, amely belekeveredett az első otrantói csatába. Végül összecsapásra nem került sor, a hajó visszavonult Cattaróba.
- 1916. január 8-án a Lovcsen hegyről tűz alá vették, nem esett kár
- 1916. augusztus 28./29-én részt vett az olasz keleti partok elleni tömegtámadásban, Brindisi előtt
- 1918. február 1. és 3. között legénysége részt vett a Cattarói matrózlázadásban
- 1918. március 19-én Sebenicóban kivonták a szolgálatból, 20-ától lakóhajóként funkcionált

## Sorsa a háború után
1919-ben Pólába vitték. 1920 januárjában az antant tengeri bizottság Nagy-Britanniának ítélte, akik eladták a római Vaccaro & Co acélműveknek, lebontás céljából. 1922-ben Nápolyba vontatták, majd ott lebontották.

## Fordítás
- Ez a szócikk részben vagy egészben az SMS Kaiser Karl VI. című német Wikipédia-szócikk ezen változatának fordításán alapul.  Az eredeti cikk szerkesztőit annak laptörténete sorolja fel. Ez a jelzés csupán a megfogalmazás eredetét és a szerzői jogokat jelzi, nem szolgál a cikkben szereplő információk forrásmegjelöléseként.